# Институт инженерно-технических и транспортных коммуникаций Туркменистана
Институт инженерно-технических и транспортных коммуникаций Туркменистана (туркм. Türkmenistanyň Inžener-tehniki we ulag kommunikasiýalary instituty) — высшее учебное заведение в Туркменистане, самый молодой на сегодняшний день в стране.

## История
Институт Коммунального хозяйства Туркменистана:
Основан в 2017 году как Институт коммунального хозяйства Туркменистана (туркм. Türkmenistanyň Jemagat hojalygy instituty). Решение о создании института было принято Президентом Туркмении Гурбангулы Бердымухамедовым в начале 2015 года. Специально для обеспечения деятельности будущего института и учебного процесса в нём тогда же началось строительство комплекса зданий вуза.
16 июня 2017 года Указом Президента Туркменистана был создан Институт коммунального хозяйства Туркменистана. Новый институт передан в ведение Министерства коммунального хозяйства Туркмении.
По итогам первой же для Института коммунального хозяйства приёмной компании лета 2017 года, конкурс в него оказался самым большим среди всех вузов Туркмении, — 7 человек на место (2800 абитуриентов на 400 мест). В качестве возможных причин подобного ажиотажа поступления в только что созданный институт некоторые СМИ называли его первоначальную подчинённость министерству коммунального хозяйства, а не министерству образования, с чем связывали возможные преимущества для студентов, как во время обучения, так и при последующем трудоустройстве.
Реорганизации:
После ликвидации министерства Коммунального хозяйства в июле 2018 года институт был передан в ведение Министерства образования Туркмении.
12 июня 2019 года, в День науки Туркмении, президент Гурбангулы Бердымухамедов  подписал указ о переименовании в Институт инженерно-технических и транспортных коммуникаций Туркменистана. Тогда должность ректора вуза сохранял Аллаберды Аширов.
Из Института Транспорта и связи Туркменистана (тоже переименованную по этому указу), всех студентов, преподавателей и лаборатории связанных по транспортным отраслям перевели в новый реорганизованный институт.

## Здания института
Обучение в институте начато 1 сентября 2017 года в специально построенных для него учебных корпусах в этрапе Безмеин Ашхабада. Церемонию открытия посетил Президент Туркменистана Гурбангулы Бердымухамедов. Институт возведён на площади 25 гектаров, рассчитан на 2000 студентов. На этой территории разместились три учебных корпуса, здание администрации, жилой комплекс для семей преподавателей на 32 мест, 32 одно и двухместные комнаты предусмотрены для молодых специалистов, четыре общежития каждое из которого рассчитано на 325 мест, а также читальный зал на 350 мест, столовая, актовый зал, спортивный кластер. В вузе имеются 44 лаборатории, которые оснащены современными технологиями и оборудованием, отвечающим международным стандартам. На цокольном этаже расположилось хранилище, рассчитанное на 350 тысяч книг. Институт коммунального хозяйства Туркменистана был построен туркменским частным предприятием «Aga gurluşyk».

## Структура
Факультеты:
- Механико-технологический факультет (Mehanika-tehnologik fakulteti);
- Факультет Транспорта (Ulaglar fakulteti);
- Факультет железнодорожного транспорта (Demirýol ulaglary fakulteti);
- Факультет Коммунальной инфраструктуры и инженерных систем (Jemagat infrastrukturasy we inženerçilik ulgamlary fakulteti);
- Факультет Экономики и управление(Ykdysadyýet we dolandyryş fakulteti)
- Факультет Цифровых технологий и кибербезопасности (Sanly tehnologiýalar we kiberhowpsuzlyk fakulteti);
- Факультет Повышение квалификации (Hünäri ýokarlandyryş fakulteti).

В основных шести факультетов студенты получают обучение по более 30 специальностям.
На факультете повышения квалификации сотрудники отрасли проходят переподготовку и повышение квалификации.
Кафедры:
В состав института входят 19 кафедр:
- Кафедра технологических машин и оборудования (Tehnologiki maşynlar we enjamlar kafedrasy);
- Кафедра общественных наук (Jemgyýeti öwreniş kafedrasy);
- Кафедра языков (Diller kafedrasy);
- Кафедра физической культуры (Bedenterbiýe kafedrasy);
- Кафедра высшей математики (Ýokary matematika kafedrasy);
- Кафедра физики и электотехники (Fizika we elektrotehnika kafedrasy);
- Кафедра экологии и общей химии (Ekologiýa we umumy himiýa kafedrasy);
- Кафедра общетехнических дисциплин (Umumy tehniki dersler kafedrasy);
- Кафедра начертательной геометрии и инженерной графики (Çyzuwly geometriýa we inženerçilik grafikasy kafedrasy);
- Кафедра строительства (Gurluşyk kafedrasy)
- Кафедра инженерных систем и сетей (Inženerçilik ulgamlary we torlary kafedrasy);
- Кафедра электроснабжения и электромеханика (Elektrik üpjünçiligi we elektromehanika kafedrasy);
- Кафедра компьютерных и информационно-коммуникационных технологий (Kompýuter we maglumat kommunikasiýa tehnologiýalary kafedrasy);
- Кафедра экономики и управления предприятием (Kärhananyň ykdysadyýeti we dolandyrylyşy kafedrasy);
- Кафедра эксплуатации автомобильного транспорта (Awtomobil ulagynyň ulanylyşy kafedrasy);
- Кафедра эксплуатации воздушного транспорта (Howa ulagynyň ulanylyşy kafedrasy);
- Кафедра структуры движения железнодорожного транспорта (Demirýol ulagynyň hereket edýän düzümi kafedrasy);
- Кафедра управления движением на железнодорожном транспорте (Demirýol hereketi dolandyrmak kafedrasy);
- Кафедра эксплуатации водного транспорта (Suw ulagynyň ulanylyşy kafedrasy) (находится в городе Туркменбаши).

## Международное сотрудничество
Институт осуществляет международное сотрудничество с Ташкентским архитектурно-строительным институтом, в рамках соглашения, подписанного 23 апреля 2018 года на встрече президентов Туркмении Гурбангулы Бердымухамедова и Узбекистана Шавката Мирзиёева.
Согласно распоряжению президента Туркмении, изданному в феврале 2019 года, преподаватели института будут направлены в Японию для изучения опыта данной страны в отраслях, обучение по которым в вузе ведётся подготовка специалистов.
Также в институте обучаются до 20 студентов из Афганистана. Учёбу афганские студенты проходят в основном по транспортным отраслям.

## Ректоры
1. 2017—2022 Аллаберды Аширов
2. 2022—н. в. Мухаммедрахым Овезов